# Зелений Яр (Маріупольський район)
Зеле́ний Яр — село Нікольської селищної громади Маріупольського району Донецької області України.
Відстань до центру громади становить близько 22 км і проходить автошляхом місцевого значення та частково збігається із трасою Н08. Зелений Яр розташований за 137 км від обласного центра Донецька.

## Загальні відомості
Зелений Яр заснований 1926 року.
У радянський період в Зеленому Яру знаходилася центральна садиба колгоспу ім. Ілліча, за яким закріплено 4812 га сільськогосподарських угідь, у тому числі 3628 га орних земель. Господарство — багатогалузеве. Розвинені рослинництво та тваринництво (переважно вівчарство).

## Символіка
Офіційний герб затверджений 21 серпня 1999 року.
«Щит розтятий і перетятий, з лазуровою ниткою в поясі. На правій верхній і лівій нижній золотих чвертях щита брунатна голова бика, обернена прямо. На лівій верхній і правій нижній зелених частинах чорні соняхи з золотими пелюстками.»
Сільське господарство є основним видом діяльності жителів Зеленого Яру. Тому в гербі відображено як тваринництво (показане головами бика), так і рослинництво, в тому числі вирощування олійних культур (що відображено силуетом соняха).
Кольори герба означають:
- зелений — символ сільського господарства;
- золотий — символ багатства тутешніх земель;
- лазуровий — вказує на те, що Зелений Яр розташований на річці Каратюк.

Автор — Олег Ігоревич Киричок.

## Населення
За даними перепису 2001 року населення села становило 450 осіб, із них 58,22 % зазначили рідною мову українську та 41,78 % — російську.